# Shadow Dancer (jeu vidéo)
Pour les articles homonymes, voir Shadow Dancer.
Shadow Dancer (シャドー・ダンサー 影の舞, Shadō Dansā, Shadow Dancer: Kage no Mai) est un jeu vidéo d'action développé par Sega AM7 et édité par Sega, sorti en 1989 sur borne d'arcade. Il a été adapté sur Amiga, Atari ST, Amstrad CPC, Commodore 64, ZX Spectrum et Master System en 1991. La version sur Mega Drive parue en 1990 (sous-titré The Secret of the Shinobi) est graphiquement différente du jeu d'arcade original et n'en constitue pas une adaptation directe.
Le jeu fait partie de la série Shinobi.

## Synopsis
Le joueur dirige Hayate, un ninja habillé de blanc accompagné de son chien blanc Yamato. Hayate, le fils de Joe Musashi (personnage du premier opus : Shinobi) doit affronter les terroristes de l'organisation Asian Dawn qui menacent de faire exploser une navette spatiale,.

## Système de jeu
Le personnage évolue dans le jeu selon un défilement de gauche à droite. Il peut sauter, s'accroupir pour éviter des tirs, lancer des shuriken et autres projectiles ramassés durant le jeu (les munitions sont comptées) et dégainer son sabre pour des combats rapprochés. Le bouton d'action choisit automatiquement le type d'arme en fonction de la distance avec l'adversaire. Par ailleurs le chien Yamato prend parfois l'initiative d'attaquer un adversaire à distance, et est neutralisé temporairement s'il est blessé.
Hayate dispose d'un pouvoir spécial activé par un deuxième bouton d'action, qui permet de tuer tous les adversaires présents à l'écran.

## Conversions

### Amiga
- Édité par : U.S. Gold Ltd.
- Développé par : Sega
- Porté par : Images Design
- Sorti en : 1991

### Amstrad CPC
- Édité par : U.S. Gold Ltd.
- Développé par : Sega
- Porté par : Images Ltd.
- Sorti en : 1991

### Atari ST
- Édité par : U.S. Gold Ltd.
- Développé par : Sega
- Porté par : U.S. Gold Ltd.
- Sorti en : 1991

### Commodore 64
- Édité par : U.S. Gold Ltd.
- Développé par : Sega
- Porté par : Images Design, U.S. Gold Ltd.
- Sorti en : 1991

### ZX Spectrum
- Édité par : U.S. Gold Ltd.
- Développé par : Sega
- Porté par : Images Ltd.
- Sorti en : 1991

### Master System
- Édité par: Sega
- Développé par : Sega
- Porté par : Sanritsu
- Sorti en : 1991

### Mega Drive
- Nom : Shadow Dancer: The Secret Of Shinobi
- Développé par : Sega
- Édité par: Sega
- Sorti le : 1er décembre 1990 (Japon)

## Accueil
| Shadow Dancer   |      |       |
| Média           | Nat. | Notes |
| Dragon Magazine | US   | 5/5   |
| Tilt            | FR   | 18/20 |